# Annika Pinske
Annika Pinske (* 6. Juli 1982 in Prenzlau) ist eine deutsche Filmregisseurin und Drehbuchautorin.

## Leben
Annika Pinske studierte von 2004 bis 2010 Philosophie und Literaturwissenschaften an der Humboldt-Universität zu Berlin sowie an der Universität Potsdam. Während des Studiums hospitierte sie an der Volksbühne am Rosa-Luxemburg-Platz u. a. bei den Regisseuren René Pollesch und Dimiter Gotscheff.
Seit 2009 arbeitete sie freiberuflich bei der Filmproduktion Komplizen Film und war von 2013 bis 2015 persönliche Assistentin der Regisseurin Maren Ade, so zum Beispiel bei dem Kinofilm Toni Erdmann. Seit 2011 studiert Pinske Regie an der Deutschen Film- und Fernsehakademie Berlin. Ihr Kurzfilm Spielt keine Rolle, der seine Premiere im nationalen Wettbewerb beim Max Ophüls Preis feierte, wurde 2015 für den Deutschen Kurzfilmpreis nominiert und von der Filmbewertungsstelle mit einem Besonders Wertvoll ausgezeichnet. Ihr Film Homework hatte auf dem Filmfest Dresden im nationalen Wettbewerb seine Premiere und wurde 2016 mit dem Deutschen Kurzfilmpreis in Gold ausgezeichnet.
Ihr Spielfilmdebüt Alle reden übers Wetter feierte im Februar 2022 im Rahmen der Filmfestspiele in Berlin seine Weltpremiere. Der Film wurde als Bester Erstlingsfilm für den GWFF Preis nominiert. Im Rahmen der Berlinale 2023 wurde das Drehbuch mit dem Preis der Deutschen Filmkritik ausgezeichnet. Der Film tourte weltweit auf Festivals (u. a. in New York – new directors, new films im MoMA; Sydney Film Festival; Seattle Film Festival, Premiers Plans – Angers Festival etc.).
2023 erhielt Annika Pinske den Förderpreis für junges Kino der DEFA-Stiftung und das Lübecker Drehbuchstipendium, das im Rahmen der Nordischen Filmtage verliehen wird.
Annika Pinske ist Mitglied der Deutschen Filmakademie. Sie lebt in Berlin.

## Filmografie

### Filmschnitt
- 2012: Hey, Cowboy (Kurzfilm)
- 2015: Spielt keine Rolle (Kurzfilm)
- 2016: Taschengeld (Kurzfilm)

### Regie
- Deadlines (Staffel 2), Folgen 3, 4 und 5; Folgen 7 und 8 gemeinsam mit Johannes Boss

### Produktion
- TV-Serie Turbokultur (ZDFneo)

### Regie und Drehbuch
- 2012: Hey, Cowboy (Kurzfilm)
- 2015: Spielt keine Rolle (Kurzfilm)[5][6]
- 2016: Homework (Kurzfilm)[7]
- 2016: Taschengeld (Kurzfilm)[8]
- 2022: Alle reden übers Wetter[9][10]

### Drehbuch und Produktion
- 2008: Torstraße intim
- 2012: Hey, Cowboy (Kurzfilm)
- 2015: Spielt keine Rolle (Kurzfilm)[5][6]
- 2016: Homework (Kurzfilm)[7]
- 2016: Taschengeld (Kurzfilm)[8]
- 2022: Alle reden übers Wetter

### Persönliche Assistenz
- 2016: Toni Erdmann[11]

## Auszeichnungen
- 2009: 20th Century Fox Kinonachwuchspreis für Torstraße intim
- 2015: Nominierung Deutscher Kurzfilmpreis für Spielt keine Rolle[12][13]
- 2015: Prädikat Besonders Wertvoll der Deutschen Film- und Medienbewertung für Spielt keine Rolle[14]
- 2016: RADI AWARD – Cannes Short Film Corner für Homework[15]
- 2016: Prädikat Besonders Wertvoll der Deutschen Film- und Medienbewertung für Homework[16]
- 2016: Deutscher Kurzfilmpreis in Gold[3]
- 2023: Preis der Deutschen Filmkritik: Bestes Drehbuch
- 2023: Förderpreis für junges Kino der DEFA-Stiftung
- 2023: Lübecker Drehbuchstipendium